# Richard Hugh Farren
Richard Hugh Farren, britanski general, * 1888, † 1977.